# Shir Tzedek
Shir Tzedek (Hebreeuws: שיר צדק) (Beet She'an, 22 augustus 1989) is een Israëlisch voetballer die doorgaans speelt als centrale verdediger. Tussen 2010 en 2022 was hij actief voor Hapoel Ironi Kiryat Shmona, Hapoel Beër Sjeva en Maccabi Netanja. Tzedek maakte in 2012 zijn debuut in het Israëlisch voetbalelftal en kwam uiteindelijk tot zestien interlandoptredens.

## Clubcarrière
Tzedek speelde in de jeugd van Maccabi Netanja en stapte in 2008 over naar Hapoel Ironi Kiryat Shmona. Bij die club debuteerde hij in het seizoen 2010/11 en in vijf jaar kwam hij tot bijna honderdvijftig officiële optredens. In zijn laatste twee seizoenen bij de club had Tzedek tevens de aanvoerdersband rond zijn arm. In 2015 stapte de verdediger over naar Hapoel Beër Sjeva, waarmee hij direct driemaal op rij landskampioen wist te worden. In februari 2021 tekende Tzedek voor anderhalf seizoen bij Maccabi Netanja. Deze club verliet hij begin 2022. Na ruim een jaar zonder club besloot hij op drieëndertigjarige leeftijd een punt te zetten achter zijn actieve loopbaan.

## Clubstatistieken
| Seizoen | Club                       | Competitie  | Competitie | Competitie | Beker | Beker | Internationaal | Internationaal | Totaal | Totaal |
| Seizoen | Club                       | Competitie  | Wed.       | Dlp.       | Wed.  | Dlp.  | Wed.           | Dlp.           | Wed.   | Dlp.   |
| ------- | -------------------------- | ----------- | ---------- | ---------- | ----- | ----- | -------------- | -------------- | ------ | ------ |
| 2010/11 | Hapoel Ironi Kiryat Shmona | Ligat Ha'Al | 10         | 0          | 0     | 0     | —              | —              | 10     | 0      |
| 2011/12 | Hapoel Ironi Kiryat Shmona | Ligat Ha'Al | 29         | 2          | 0     | 0     | —              | —              | 29     | 2      |
| 2012/13 | Hapoel Ironi Kiryat Shmona | Ligat Ha'Al | 34         | 3          | 4     | 0     | 6              | 0              | 44     | 3      |
| 2013/14 | Hapoel Ironi Kiryat Shmona | Ligat Ha'Al | 19         | 1          | 5     | 0     | —              | —              | 24     | 1      |
| 2014/15 | Hapoel Ironi Kiryat Shmona | Ligat Ha'Al | 33         | 1          | 6     | 0     | 2              | 0              | 41     | 1      |
| 2015/16 | Hapoel Beër Sjeva          | Ligat Ha'Al | 36         | 1          | 9     | 1     | 2              | 0              | 47     | 2      |
| 2016/17 | Hapoel Beër Sjeva          | Ligat Ha'Al | 33         | 0          | 6     | 0     | 11             | 1              | 50     | 1      |
| 2017/18 | Hapoel Beër Sjeva          | Ligat Ha'Al | 5          | 0          | 3     | 0     | 7              | 2              | 15     | 2      |
| 2018/19 | Hapoel Beër Sjeva          | Ligat Ha'Al | 22         | 0          | 2     | 0     | 5              | 1              | 29     | 1      |
| 2019/20 | Hapoel Beër Sjeva          | Ligat Ha'Al | 12         | 0          | 3     | 0     | 0              | 0              | 15     | 0      |
| 2020/21 | Hapoel Beër Sjeva          | Ligat Ha'Al | 9          | 0          | 3     | 0     | 4              | 0              | 16     | 0      |
| 2020/21 | Maccabi Netanja            | Ligat Ha'Al | 11         | 0          | 2     | 0     | —              | —              | 13     | 0      |
| 2022/23 | Maccabi Netanja            | Ligat Ha'Al | 15         | 1          | 6     | 0     | —              | —              | 21     | 1      |
| Totaal  | Totaal                     | Totaal      | 268        | 9          | 49    | 1     | 42             | 4              | 359    | 14     |

## Interlandcarrière
Tzedek maakte zijn debuut in het Israëlisch voetbalelftal op 29 februari 2012, toen met 2–3 verloren werd van Oekraïne in een vriendschappelijke wedstrijd. Tomer Hemed en Ben Sahar scoorden voor de Israëliërs en de tegentreffers kwamen van Oleh Hoesjev, Jevhen Konopljanka en Andrij Jarmolenko. Tzedek moest van bondscoach Eli Guttmann op de reservebank starten, maar vier minuten voor tijd betrad hij het veld voor Dedi Ben Dayan.
| Interlands van Shir Tzedek voor Israël    | Interlands van Shir Tzedek voor Israël    | Interlands van Shir Tzedek voor Israël    | Interlands van Shir Tzedek voor Israël    | Interlands van Shir Tzedek voor Israël    | Interlands van Shir Tzedek voor Israël    | Interlands van Shir Tzedek voor Israël    |
| №                                         | Datum                                     | Wedstrijd                                 | Uitslag                                   | Competitie                                | Goals                                     |                                           |
| Als speler bij Hapoel Ironi Kiryat Shmona | Als speler bij Hapoel Ironi Kiryat Shmona | Als speler bij Hapoel Ironi Kiryat Shmona | Als speler bij Hapoel Ironi Kiryat Shmona | Als speler bij Hapoel Ironi Kiryat Shmona | Als speler bij Hapoel Ironi Kiryat Shmona | Als speler bij Hapoel Ironi Kiryat Shmona |
| ----------------------------------------- | ----------------------------------------- | ----------------------------------------- | ----------------------------------------- | ----------------------------------------- | ----------------------------------------- | ----------------------------------------- |
| 1                                         | 29 februari 2012                          | Israël – Oekraïne                         | 2 – 3                                     | Vriendschappelijk                         |                                           |                                           |
| 2                                         | 31 mei 2012                               | Duitsland – Israël                        | 2 – 0                                     | Vriendschappelijk                         |                                           |                                           |
| 3                                         | 6 februari 2013                           | Israël – Finland                          | 2 – 1                                     | Vriendschappelijk                         |                                           |                                           |
| Als speler bij Hapoel Beër Sjeva          |                                           |                                           |                                           |                                           |                                           |                                           |
| 4                                         | 23 maart 2016                             | Kroatië – Israël                          | 2 – 0                                     | Vriendschappelijk                         |                                           |                                           |
| 5                                         | 31 mei 2016                               | Servië – Israël                           | 3 – 1                                     | Vriendschappelijk                         |                                           |                                           |
| 6                                         | 5 september 2016                          | Israël – Italië                           | 1 – 3                                     | WK 2018 kwalificatie                      |                                           |                                           |
| 7                                         | 6 oktober 2016                            | Macedonië – Israël                        | 1 – 2                                     | WK 2018 kwalificatie                      |                                           |                                           |
| 8                                         | 9 oktober 2016                            | Israël – Liechtenstein                    | 2 – 1                                     | WK 2018 kwalificatie                      |                                           |                                           |
| 9                                         | 12 november 2016                          | Albanië – Israël                          | 0 – 3                                     | WK 2018 kwalificatie                      |                                           |                                           |
| 10                                        | 24 maart 2017                             | Spanje – Israël                           | 4 – 1                                     | WK 2018 kwalificatie                      |                                           |                                           |
| 11                                        | 6 juni 2017                               | Israël – Moldavië                         | 1 – 1                                     | Vriendschappelijk                         |                                           |                                           |
| 12                                        | 11 juni 2017                              | Israël – Albanië                          | 0 – 3                                     | WK 2018 kwalificatie                      |                                           |                                           |
| 13                                        | 2 september 2017                          | Israël – Macedonië                        | 0 – 1                                     | WK 2018 kwalificatie                      |                                           |                                           |
| 14                                        | 5 september 2017                          | Italië – Israël                           | 1 – 0                                     | WK 2018 kwalificatie                      |                                           |                                           |
| 15                                        | 14 oktober 2018                           | Israël – Albanië                          | 2 – 0                                     | Nations League 2018/19                    |                                           |                                           |
| 16                                        | 15 november 2018                          | Israël – Guatemala                        | 7 – 0                                     | Vriendschappelijk                         |                                           |                                           |

## Erelijst
| Competitie                 |                            |                            |                            |                            |
| Competitie                 | Aantal                     | Jaren                      |                            |                            |
| Hapoel Ironi Kiryat Shmona | Hapoel Ironi Kiryat Shmona | Hapoel Ironi Kiryat Shmona | Hapoel Ironi Kiryat Shmona | Hapoel Ironi Kiryat Shmona |
| -------------------------- | -------------------------- | -------------------------- | -------------------------- | -------------------------- |
| Ligat Ha'Al                | 2                          | 2011/12                    |                            |                            |
| State Cup                  | 1                          | 2013/14                    |                            |                            |
| Toto Cup                   | 2                          | 2010/11, 2011/12           |                            |                            |
| Hapoel Beër Sjeva          |                            |                            |                            |                            |
| Ligat Ha'Al                | 3                          | 2015/16, 2016/17, 2017/18  |                            |                            |
| State Cup                  | 1                          | 2019/20                    |                            |                            |
| Toto Cup                   | 1                          | 2016/17                    |                            |                            |
| Supercup                   | 1                          | 2017, 2018                 |                            |                            |